# Josef Franz Karl Amrhyn
Josef Franz Karl Amrhyn, né le 11 février 1800 à Lucerne (originaire du même lieu) et mort le 7 avril 1849 dans la même ville, est une personnalité politique suisse. Il est chancelier fédéral de 1831 à 1847.

## Biographie

### Origines et famille
Josef Franz Karl Amrhyn naît le 11 février 1800 à Lucerne, dont il est également originaire. 
Son père, Joseph Karl Amrhyn, est une influente personnalité politique lucernoise, qui exerce notamment la fonction de président de la Diète fédérale en 1819, 1825, 1831 et 1837. 
Il épouse Aloisia Schwyter von Buonas en 1831, fille du conseiller d'État lucernois Xaver Schwytzer von Buonas,. 

### Études
Il effectue ses études successivement à l'école Pestalozzi du château d'Yverdon (de 1810 à 1812) et au gymnase et lycée de Lucerne, avant de suivre des études de droit à Göttingen, Fribourg-en-Brisgau et Paris entre 1820 et 1823. 

### Parcours professionnel et politique
Il commence dans la vie professionnelle comme secrétaire particulier de son père avant d'être nommé juge d'instruction suppléant à Lucerne en 1824 (où il joue un rôle controversé dans le procès sur le meurtre de l'avoyer Franz Xaver Keller), puis secrétaire d’État de la Confédération de 1825 à 1830. 
Il est nommé chancelier fédéral sur la proposition de son prédécesseur Jean-Marc Mousson en 1831 et exerce cette fonction jusqu'en 1847,. 
Catholique-libéral, il s'oppose aux objectifs des confédérés, rejoint le[réf. souhaitée] Sonderbund, et démissionne de son poste en 1847,.

### Mort
Le 7 avril 1849, son corps est découvert à Lucerne dans la Reuss. Les circonstances de son décès n’ont jamais été élucidées.